# Condado de Veldenz

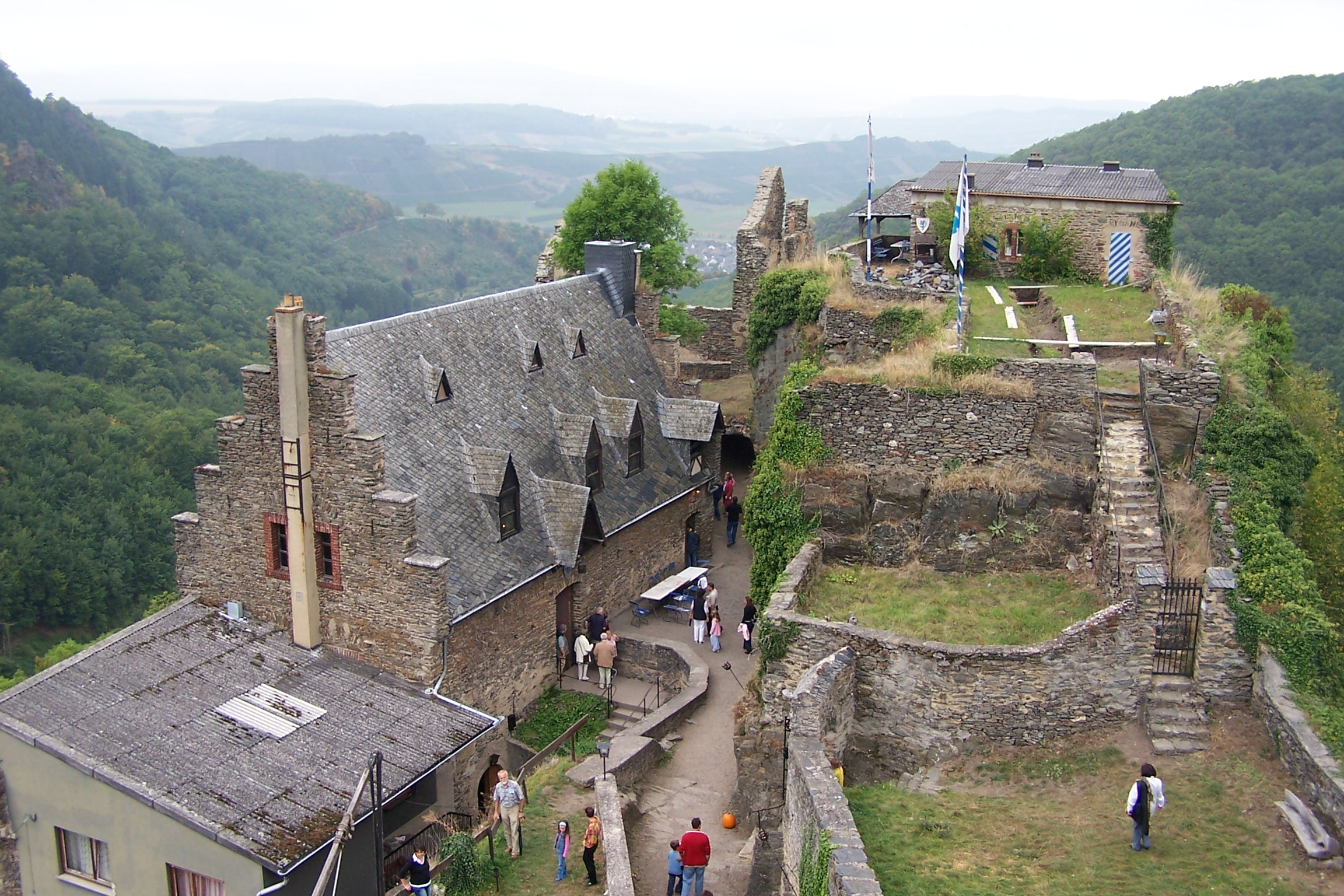
Castelo de Veldenz 2005

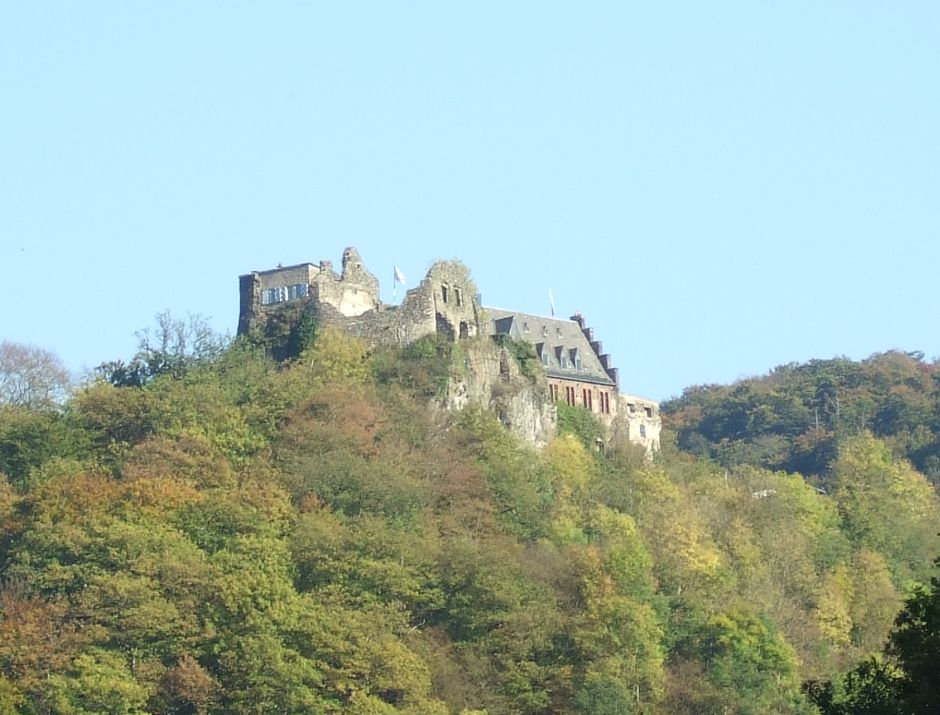
Castelo de Veldenz, 2007

O Condado de Veldenz (em alemão:  Grafschaft Veldenz), foi um antigo principado alemão, situado no atual estado federado da Renânia-Palatinado. O condado estava localizado parcialmente entre Kaiserslautern, Sponheim e Zweibrücken e, por outra parte, no Mosela, no Arcebispado de Tréveris.
Um município com o mesmo nome, Veldenz, e um castelo (Schloss Veldenz), localizam-se no distrito de Bernkastel-Wittlich.

## História
Os Condes de Veldenz separaram-se dos Vildgraves de Kyrburgo e de Schmidburgo em 1112. A linhagem masculina da primeira casa condal extinguiu-se em 1260 com a morte de Gerlach V de Veldenz e a sua filha, Inês de Veldenz, herdou o condado em 1260. O seu marido, Henrique de Geroldseck foi o fundador da segunda linhagem dos Condes de Veldenz, designada Casa de Veldenz-Geroldseck (Hohengeroldseck).
Em 1444 o condado passou para o controlo de Estêvão do Palatinado-Simmern-Zweibrücken que casara com Ana de Veldenz, filha e herdeira de Frederico III de Veldenz.
Desde então, o Condado de Veldenz ficou associado ao Ducado do Palatinado-Zweibrücken até que, em 1543, pelo Tratado de Marburgo, o duque Wolfgang do Palatinado-Zweibrücken, doou o Condado de Veldenz ao seu tio, Roberto, que fora regente dos estados durante a sua menoridade.
Roberto, deu início à nova linhagem do Palatinado-Vendenz, tendo-lhe sucedido o seu filho Jorge João I que casou com a princesa Ana Maria da Suécia, filha do rei Gustavo I da Suécia
Em 1553, pelo Tratado de Sucessão de Heidelberga, Wolfgang do Palatinado-Zweibrücken, regularizara a sucessão entre os várias linhagens do ramo Palatino dos Wittelsbach. Assim, quando o neto de Jorge João, Leopoldo Luís, morreu sem sucessão legítima (1694), Veldenz reverteu para a linhagem do Palatinado-Zweibrücken.
Em 1801 foi incorporado no departamento do Sarre do Primeiro Império Francês. Em 1815, o Congresso de Viena, atribuiu uma pequena parte do condado, situada junto ao Mosela, ao Reino da Prússia e o restante ao Reino da Baviera.

## Condes de Veldenz
Linhagem de Veldenz
- Emicho, Conde de Kyrburgo e Schmidburgo, 1086–1113
- Gerlach I de Veldenz, 1112–1146
- Gerlach II de Veldenz, 1146–1186
- Gerlach III de Veldenz, 1186–1214
- Gerlach IV de Veldenz, 1214–1254
- Gerlach V de Veldenz, 1254–1260
- Inês de Veldenz, 1260–1277

Linhagem de Veldenz-Geroldseck
- Henrique de Geroldseck,1277–1298, casou com Inês de Veldenz
- Walter de Veldenz, 1298–1327
- Jorge I de Veldenz, 1327–1347
- Henrique II de Veldenz, 1347–1378
- Frederico II de Veldenz, 1378–1396
- Henrique III de Veldenz, 1378–1389
- Henrique IV de Veldenz, 1389–1393
- Frederico III de Veldenz, 1393–1444

Linhagem do Palatindo-Zweibrücken
- Estêvão do Palatinado-Simmern-Zweibrücken, 1410–1459, casou com Ana de Veldenz
- Luís I do Palatinado-Zweibrücken, 1459–1489
- Alexandre do Palatinado-Zweibrücken, 1489–1514
- Luís II do Palatinado-Zweibrücken, 1514–1532
- Wolfgang do Palatinado-Zweibrücken, 1532–1543

Linhagem do Palatinado-Veldenz

Brasão da Linha Palatinado-Veldenz.

- Roberto do Palatinado-Veldenz, 1543–1544
- Jorge João do Palatinado-Veldenz, 1544-1592
- Jorge Gustavo do Palatinado-Veldenz, 1592–1634
- Leopoldo Luís do Palatinado-Veldenz, 1634–1694
  - dada a sua morte sem geração, Veldenz é integrado no Palatinado-Zweibrücken